# SEAT León X-PERIENCE
Automobil SEAT León X-PERIENCE je kombi s pohonem všech kol, vyráběné značkou SEAT, španělským výrobcem automobilů a členem koncernu Volkswagen. Vozidlo patří k modelové řadě SEAT León, do níž patří kromě kombi León ST také řada sportovních hatchbacků Leon a Leon SC. Leon X-PERIENCE byl poprvé představen začátkem října 2014 na pařížském autosalonu.

## Design
Leon X-PERIENCE přebírá základní designérský styl ostatních verzí Leonu, ale díky novým stylistickým a technickým prvkům i výbavám získal schopnost jízdy po všech druzích cest. Vůz má stejný vnější tvar karoserie jako výchozí model SEAT Leon ST, je však o 15 milimetrů vyšší.
X-PERIENCE nabízí v interiéru různé kombinace barev a materiálů. Mezi nové materiály patří na přání dodávaná hnědá alcantara s oranžovým prošíváním nebo černá kůže. Zavazadlový prostor má při plném obsazení vozu objem 587 litrů, který může být zvětšen až na 1 470 litrů sklopením opěradel zadních sedadel.

## Motory
První generace modelu Leon X-PERIENCE je nabízena s několika zážehovými a vznětovými motory. Vrcholným motorem je 2.0 TDI s výkonem 135 kW (184 k), schopný akcelerace z 0 na 100 km/h za 7,1 sekundy a největší rychlosti 224 km/h při kombinované spotřebě paliva 4,9 litru na 100 km a emisích CO2 129 gramů na kilometr. Motor 2.0 TDI s výkonem 110 kW (150 k) má hodnotu spotřeby paliva rovněž 4,9 litru na 100 km (emise CO2: 129 g/km). 
Zážehovým motorem je 1.8 TSI s výkonem 132 kW (180 k) se spotřebou paliva 6,6 litru na 100 km (emise CO2: 152 g/km).
Všechny modely první generace jsou vybaveny systémem Start/Stop a systémem rekuperace kinetické energie.

## Technika
Mezi technické prvky výbavy na přání pro model León X-PERIENCE patří přední LED světlomety a adaptivní tempomat ACC s funkcí nouzového brzdění. Adaptivní tempomat udržuje nastavenou rychlost a vzdálenost od vozidla jedoucího vpředu. V závislosti na dopravní situaci automaticky brzdí a zrychluje. Rychlost lze nastavit v rozpětí od 30 do 160 km/h. Radarový systém ACC pracuje v kombinaci s mechanickou převodovkou i s dvouspojkovou převodovkou DSG. Ve vozidlech vybavených převodovkou DSG dokáže tento systém zpomalovat až do úplného zastavení za brzdícím vozidlem.

## Provozní vlastnosti
Volič jízdních režimů SEAT Drive Profile umožňuje řidiči měnit charakteristiku posilovače řízení, škrticí klapky plnění motoru a převodovky DSG ve třech režimech – „normal“, „komfort“ a „sport“. K dispozici je také nastavení „individual“. 

## Bezpečnost
León X-PERIENCE je vybaven asistenčními systémy, mezi něž patří Front Assist, který sleduje dopravní situaci před vozidlem, asistent dálkových světel, který automaticky ztlumí dálková světla před protijedoucími vozidly, a Lane Assist, který zabraňuje nectěnému vyjetí vozidla z jízdního pruhu. Systém rozpoznávání únavy detekuje únavu a upozorňuje řidiče, aby si udělal přestávku k odpočinku. 
Brzdová soustava vozidla zahrnuje elektronickou uzávěrku diferenciálu na obou nápravách EDS, elektronickou uzávěrku diferenciálu s rozšířenou funkčností XDS, elektronicky řízený stabilizační systém ESC a multikolizní brzdu. 
Výbava zahrnuje rovněž bezpečnostního asistenta rozjezdu do kopce (Hill Hold Control), který zabraňuje nežádoucímu zpětnému pohybu vozidla ve svahu po uvolnění pedálu brzdy. 

## Informační a zábavní systémy
SEAT León X-PERIENCE je vybaven navigačním a ovládacím systémem SEAT Media systém High, který umožňuje ovládat zábavní a komunikační funkce společně s dalšími funkcemi vozidla prostřednictvím dotykového displeje na přístrojové desce. 
Na přání dodávaná zvuková aparatura SEAT Sound systém s výkonem 135 W a deseti reproduktory disponuje dodatečným centrálním reproduktorem, který je integrován do přístrojové desky, a subwooferem v zavazadlovém prostoru. 